# A.L.F.A 24 HP
O A.L.F.A 24 HP chegou ao mercado em 1910. Este foi o primeiro automóvel criado pela A.L.F.A (mais tarde Alfa Romeo). Giuseppe Merosi era o homem por trás da engenharia. O carro foi usado pela primeira vez numa corrida de carros na 1911 Targa Florio. Este foi o primeiro sucesso comercial para a companhia e a linha do tempo da série HP diz que o carro foi continuamente desenvolvido em diante. O 24 HP teve um motor sidevalve 4 cilindros em linha com 4082 cc, que produzia 42 cv com 2200 rpm e dava velocidade máxima de 100 km/h. Até 1913, cerca de 2000 A.L.F.A 24 HPs foram construídos.
A designação do motor constituído por um número, bem com "HP" veio pela usual designação de programações fiscais naquela altura. O 24 HP tornou-se o ponto de partida de uma série de veículos que foram construídos até 1921 que incluem:
- 12 HP, 2413 cc 4 cilindros em linha com 22 cv, (1910-1911)
- 15 HP, 2413 cc 4 cilindros em linha com 25 cv, (1912-1913)
- 40-60 HP, 6082 cc 4 cilindros em linha com 70 cv (1913-1914)
- 15-20 HP, 2413 cc 4 cilindros em linha com 28 cv (1914-1915)
- 20-30 HP, 4082 cc 4 cilindros em linha com 49 cv (1914-1920)
- 20-30 HP ES Sport, 4250 cc 4 cilindros em linha com 67 cv (1921)

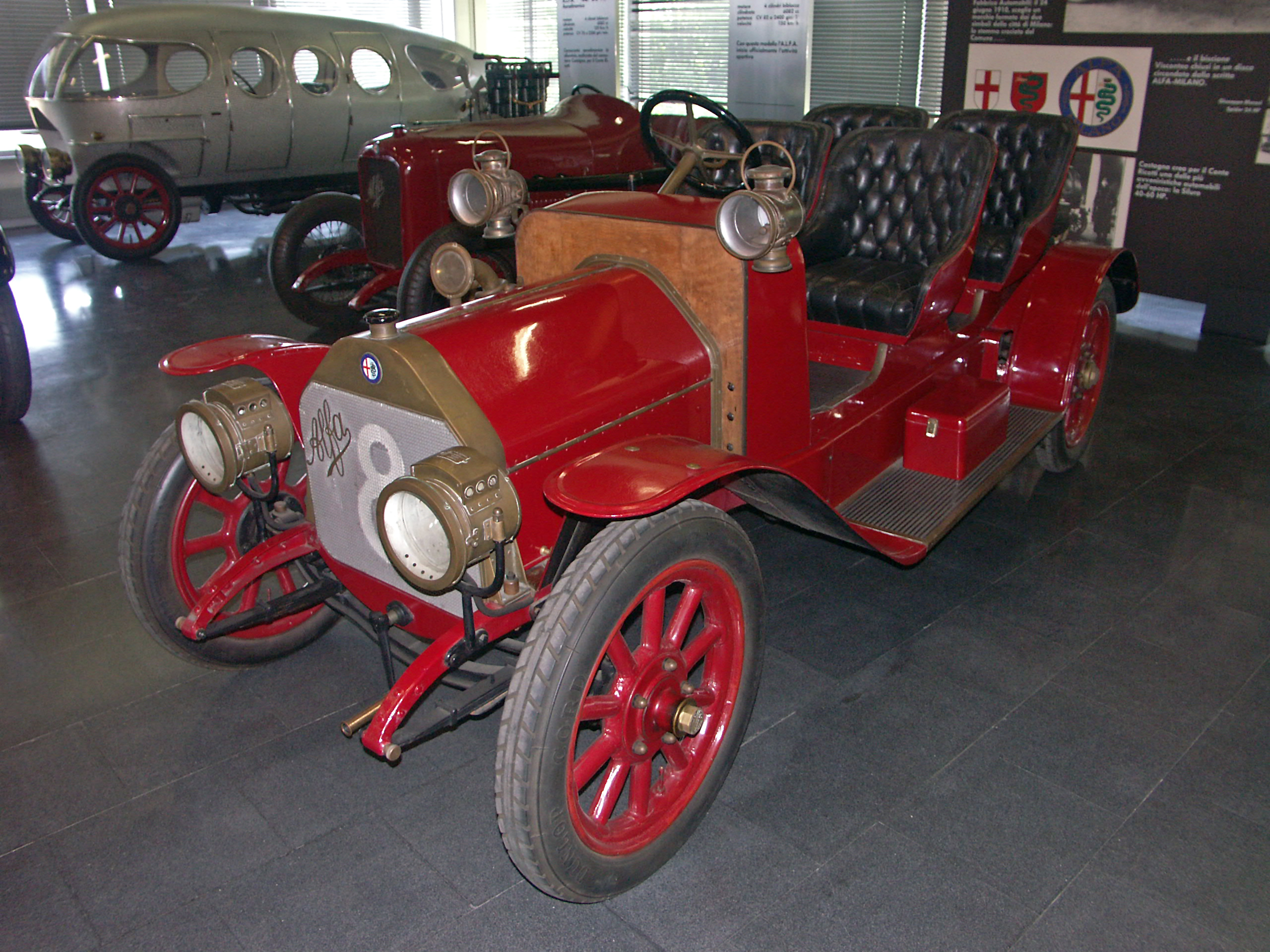
A.L.F.A 15 HP